# Les Sureres
Les Sureres és una entitat de població del municipi de Mataró a la comarca del Maresme, a la part alta del Veïnat de Cirera i a l’ est del Parc Forestal, en un entorn amb moltes alzines sureres. La Urbanització les Sureres, també coneguda com Santa Maria de Cirera o la del Mas Serra, es construí a partir del 1962. A l'entrada de la urbanització hi ha l'ermita de Santa Maria de Cirera.